# Robert Froissart
Pour les articles homonymes, voir Froissart.
Robert Froissart (né le 26 février 1955) est un athlète français, spécialiste du 400 mètres.
Robert Froissart après sa carriere d'athlète olympique a continué et continue à partager sa passion pour le sport en étant préparateur physique dans de nombreux sports : le rugby, le tennis, le cyclisme, et plus récemment le golf (il est d'ailleurs un très bon joueur de golf)

## Biographie
Il participe aux Jeux olympiques de 1980, à Moscou, et se classe quatrième du relais 4 × 400 m, en compagnie de Jacques Fellice,
Didier Dubois et Francis Demarthon.
En 1983, il devient kiné du CS Bourgoin-Jallieu. En 1995, quand Michel Couturas arrive au club, il devient préparateur physique. Son aventure berjalienne s'est achevée en 2002. Le président du Castres Olympique, Pierre-Yves Revol lui demande alors de rejoindre son club. Puis en 2006, il part pour le SU Agen avec Christian Lanta qui lui demande de le suivre au Lyon olympique universitaire en 2007. En 2009, Philippe Bérot le sollicite pour intervenir au sein du Tarbes Pyrénées Rugby. En 2016, il quitte Tarbes pour rejoindre le Stade toulousain.
Outre le rugby, il prépare des sportifs de haut niveau dans plusieurs sports comme le tennis, le cyclisme, le golf et est aussi intervenu comme kiné auprès des équipes de France de foot et de volley[réf. nécessaire].

## Palmarès

### International
| Date | Compétition     | Lieu   | Résultat | Épreuve          | Performance   |
| ---- | --------------- | ------ | -------- | ---------------- | ------------- |
| 1980 | Jeux olympiques | Moscou | 4e       | Relais 4 × 400 m | 3 min 04 s 80 |

### Records
| Épreuve | Performance | Lieu | Date |
| ------- | ----------- | ---- | ---- |
| 400 m   | 46 s 24     |      | 1979 |